# Dodman Point
Dodman Point är en udde i Storbritannien.   Den ligger i riksdelen England, i den södra delen av landet, 400 km väster om huvudstaden London.
Terrängen inåt land är platt. Havet är nära Dodman Point åt sydost.  Närmaste större samhälle är St Austell, 14,1 km norr om Dodman Point. 